# Orson Scott Card
Orson Scott Card, född 24 augusti 1951 i Richland, Washington, är en amerikansk fantasy- och science fiction-författare. 
Han är mest känd för boken Enders spel (Ender's Game), som han även skrivit flera uppföljare till. 1985 belönades han med såväl Nebulapriset som Hugopriset för ovan nämnda romanen Ender's Game och 1986 belönades han åter med dessa bägge priser för dess uppföljare, Speaker for the Dead.
Card föddes i Richland, Washington och växte upp i Kalifornien, Arizona och Utah och bor nu i Greensboro, North Carolina.  Card är medlem i Jesu Kristi kyrka av sista dagars heliga och som ung åkte han som mormon missionär till Brasilien. Han fick sedan sin utbildning vid Brigham Young University (BYU) och University of Utah. Han tillbringade senare ett år i ett Ph.D. program vid University of Notre Dame.
Då Card är mormon är en del av hans böcker, bland annat Memory of Earth inspirerade av texter i Mormons bok. Han har även skrivit en romansvit om kvinnor i Bibeln, Women of Genesis, en roman om de tidiga mormonerna, Saints samt en bok om Moses, Stone Tables. Under 1980-talet skrev han även manus till en rad animerade kortfilmer baserade på Bibeln. Hans religiösa övertygelse har fått honom att engagera sig emot samkönade äktenskap, något han ser som ett "potentiellt förödande socialt experiment".
Card har även skrivit en romanversion baserad på filmen Avgrunden (The Abyss) (1989). Samma år kom han med novellsamlingen The Folk Of The Fringe, där han i den postapokalyptiska berättelsen America anknyter till John Taylors idéer om astekernas skapargud Quetzalcoatl, senare framförda i förord till boken The Bearded White God of Ancient America: The Legend of Quetzalcoatl av Donald och W. David Hemingway, om att denne skulle vara identisk med aposteln Tomas.
Card har skrivit två böcker om författarskap och under många år varit medlem i juryn till författartävlingen Writers of the Future.

### Bokserier

#### Endersagan
- Enders spel, på engelska Ender's Game (1985)
- Speaker for the Dead (1986)
- Xenocide (1991)
- Children of the Mind (1996)
- First Meetings (novellsamling) (2002)
- Ender in Exile (2008)

#### Skuggserien
- Ender's Shadow (utspelar sig parallellt med Ender's Game) (1999)
- Shadow of the Hegemon (2001)
- Shadow Puppets (2002)
- Shadow of the Giant (2005)

#### Alvin Skaparen
- Sjunde sonen (1995), på engelska Seventh Son (1987)
- Profeten (1996), på engelska Red Prophet (1988)
- Alvin - lärlingen (1996), på engelska Prentice Alvin (1989)
- Alvin - gesällen (1997), på engelska Alvin Journeyman (1995)
- Heartfire (1998)
- The Grinning Man (novell utgiven i samlingen Legends) (1998)
- The Yazoo Queen (novell utgiven i samlingen Legends II) (2003)
- The Crystal City (2003)
- Master Alvin (kommande)

#### The Homecoming Saga
- The Memory of Earth (1992)
- The Call of Earth (1992)
- The Ships of Earth (1994)
- Earthfall (1995)
- Earthborn (1995)

#### Women of Genesis
- Women of Genesis - Sarah (2000)
- Women of Genesis - Rebekah (2001)
- Women of Genesis - Rachel and Leah (2004)
- Women of Genesis - The Wives of Israel (kommande)

#### Empire
- Empire (2006)
- Hidden Empire (2009)

### Fristående böcker
- Capitol (1978)
- Hot Sleep (1978)
- A Planet Called Treason (1978)
- Songmaster (1979)
- Unaccompanied Sonata and Other Stories (1980)
- Hart's Hope (1983)
- The Worthing Chronicle (reviderad utgåva av Hot Sleep och Capitol) (1983)
- Saints (1983)
- Cardography (novellsamling) (1987)
- Wyrms (1987)
- Treason (reviderad utgåva av A Planet Called Treason) (1988)
- The Folk Of The Fringe (1989)
- Avgrunden på engelska The Abyss (1989) (tillsammans med/efter ett filmmanus av James Cameron)
- Maps in a Mirror: The Short Fiction of Orson Scott Card (1990)
  - The Changed Man (novellsamling) (1992)
  - Flux (novellsamling) (1992)
  - Cruel Miracles (novellsamling) (1992)
  - Monkey Sonatas (novellsamling) (1993)
- Eye For Eye / Tunesmith (1990) (Eye For Eye är skriven av Card, Tunesmith är skriven av Lloyd Biggle, Jr.)
- The Worthing Saga (1990) (reviderad utgåva av The Worthing Chronicle)
- Lost Boys (1992)
- Lovelock (1994) (tillsammans med  Kathryn H. Kidd)
- Pastwatch: The Redemption of Christopher Columbus (1996)
- Treasure Box (1996)
- Stone Tables (1997)
- Homebody (1998)
- Enchantment (1999)
- Magic Mirror (1999) (barnbok, illustrationer av Nathan Pinnock)
- Robota (2003) (illustrationer av Doug Chiang)
- Magic Street (2005)
- Ultimate Iron Man [18] (tecknad serie) (2005)
- Invasive Procedures (2007) (tillsammans med Aaron Johnston)

### Pjäser
- Posing as People (2004) (tre stycken enaktare baserade på noveller av Card, regisserade av Card)
  - Clap Hands and Sing (bearbetad för scen av Scott Brick)
  - Lifeloop (bearbetad för scen av Aaron Johnston)
  - Sepulchre of Songs (bearbetad för scen av Emily Janice Card)

### Fakta
- Listen, Mom and Dad (1978)
- Ainge (1982)
- Saintspeak (1982)
- A Storyteller in Zion (1993)

### Böcker om skrivande
- Characters and Viewpoint (1988)
- How to Write Science Fiction and Fantasy (1990)

### Krönikor och kåserier
- World Watch (tidigare under namnet War Watch) för Rhinoceros Times (en oberoende tidning från Greensboro, North Carolina)
- Uncle Orson Reviews Everything för Rhinoceros Times (en oberoende tidning från Greensboro, North Carolina)
- Hymns of the Heart för Meridian Magazine [19] (en mormonsk webbtidning)

### Filmer och spel
- Ender's Game (film)
- Advent Rising (juni 2005, TV- och datorspel utvecklat för Windows och Xbox av GlyphX.)
- Advent Shadow (juli 2005) (TV-spel för Sony PSP av Majesco.)
- Alvin's World  (kommande MMORPG utvecklat för Microsoft Windows av eGenesis.)
- The Secret of Monkey Island (Card skrev förolämpningarna till förolämpningsfäktningarna.)
- The Dig (Card skrev dialoger.)
- Shadow Complex (Xbox 360-spel baserat på hans roman Empire)
- Firefall (datorspel utvecklat av Red5 Studios)